# غش في حكاية (فلم)
غش في حكاية (بالإنجليزية: A Sting in a Tale)، هُو فيلم إثارة غاني صدر سنة 2009 وأخرجته شيرلي فرامبونغ مانسو.

## وصلات خارجية
- مقالات تستعمل روابط فنية بلا صلة مع ويكي بيانات